# Ligue nationale d'athlétisme
La Ligue nationale d'athlétisme (LNA) est une association déclarée, créée le 28 janvier 2007 par la Fédération française d'athlétisme (FFA). Elle est régie par la loi du 1er juillet 1901, les textes législatifs et règlementaires applicables aux associations et ceux relatifs à l’organisation et la promotion des activités physiques et sportives.
Les statuts de la LNA ont été approuvés par l'Assemblée générale de la FFA du 2 décembre 2006 à Annecy.
Le principal objectif de la LNA est de donner aux athlètes français de l’élite accès à un statut social, pour leur permettre de se consacrer pleinement à la recherche de la performance de très haut niveau. La LNA devrait contribuer à gérer leur activité de sportif professionnel et à mettre progressivement en place leur reconversion professionnelle.
La LNA assure la représentation et la gestion des activités relatives à l'athlétisme professionnel en application et en conformité avec la législation en vigueur, les règlements de la FFA, de l'Association internationale des Fédérations d'athlétisme ainsi que des dispositions conclues entre la FFA et la LNA.
La LNA a compétence pour prendre toute décision concernant l’organisation et le développement de l'athlétisme professionnel.
Elle a, à cet égard compétence pour :
- fixer les conditions d’organisation et de participation aux compétitions qu'elle définit ;

organiser, gérer et réglementer l'athlétisme professionnel ;
- financer toutes les opérations ou toutes les actions utiles pour le développement de l'athlétisme professionnel ;
- assurer l'application des décisions prononcées par ses instances, notamment disciplinaires, vis-à-vis des groupements sportifs membres de la LNA, des athlètes professionnels licenciés et de toutes autres personnes, physiques ou morales, liées par les présents statuts et règlements ;
- défendre les intérêts, notamment moraux et matériels, de l'athlétisme professionnel ;
- exercer, plus généralement, toutes les actions propres à favoriser la réalisation de son objet dans le respect des compétences de la FFA.

Le premier président de la LNA est Stéphane Diagana. À partir du 24 avril 2009, Bruno Marie-Rose lui succède.
En 2018, la ligue nationale d'athlétisme disparaît et laisse sa place à une autorité indépendante fédérale à partir du 30 juin.